# Ihsan Abd al-Quddus
Ihsan Abd al-Quddus (arabiska: إحسان عبد القدوس, Iḥsān ʿAbd al-Quddūs), född 1 januari 1919, död 11 januari 1990, var en egyptisk författare och journalist.
Abd al-Quddus började sin litterära bana som redaktör och skribent på veckotidningen Rōz al-Yūsuf, som hans mor Fāṭima al-Yūsuf hade grundat 1925. På 1960- och 1970-talen var han redaktör på tidningarna Akhbār al-Yawm och al-Ahrām, och skrev kolumner där han lät fiktiva kafébesökare diskutera samtidsfrågor. Han gjorde sig känd genom kritik av moraliskt hyckleri i samhället.
Han skrev över sextio romaner och novellsamlingar, och hans verk karakteriseras av psykologiska studier av politiska och sociala beteenden. Många av hans romaner filmatiserades och gjorde honom mycket populär. Romanen En näsa och tre ögon (1966) skapade skandal och fördömdes som omoralisk av den egyptiska nationalförsamlingen. Flera av hans romaner finns översatta till engelska.